# Kartlijci
Kartlijci ([kartlelebi] ქართლელები), jedna od lokalnih gruzijskih u području Kavkaza u istočnoj Gruziji. Kartlijci su porijeklom od starih Ibera, naroda koji je svoju zemlju, prvu gruzijsku državu, nazivao imenom Kartlija (ქართლი, ruski Картли), i na čijem se području nalazi današnji glavni grad Gruzije, Tbilisi. Govorili su jednim od 18. gruzijskih dijalekata, kartlijski.

## Vanjske poveznice
- Georgian ქართული  Arhivirana inačica izvorne stranice od 20. ožujka 2011. (Wayback Machine)